# Perikles Pierrakos-Mavromichalis
Perikles Pierrakos-Mavromichalis foi um esgrimista grego, representou seu país nos Jogos Olímpicos de Verão de 1896. Conseguiu a medalha de bronze.